# Alessandra Mastronardi

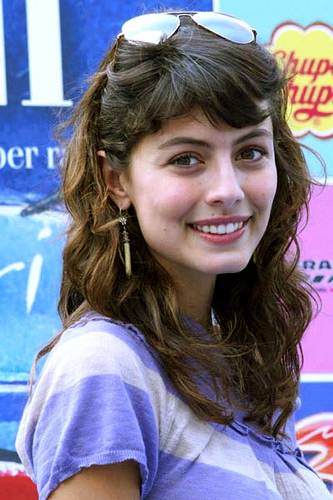
Alessandra Mastronardi, 2008

Alessandra Carina Mastronardi (* 18. Februar 1986 in Neapel) ist eine italienische Schauspielerin.

## Leben und Karriere
Die gebürtige Neapolitanerin Alessandra Mastronardi wuchs ab ihrem fünften Lebensjahr in Rom auf, wo sie bis in die Gegenwart ihren Lebensmittelpunkt hat. Sie besuchte ein klassisches Lyzeum und die Universität La Sapienza, an der sie zunächst einen Kurs in Psychologie belegte, ehe sie sich schließlich für Darstellende Kunst entschied.
Ihr Debüt vor der Kamera gab Alessandra Mastronardi bereits 1997 als Elfjährige in der Miniserie Un prete tra noi. 2005 spielte sie neben Remo Girone und Michele Placido in dem Fernsehfilm Il grande Torino. Ihre zunehmende Bekanntheit in Italien führte dazu, dass sie Teil der Stammbesetzung der Fernsehserie I Cesaroni wurde und zwischen 2006 und 2009 in 81 Folgen die Rolle der Eva Cudicini spielte. Im Januar 2007 gab sie ihr Theaterdebüt in der von Regisseur Marco Costa inszenierten Komödie The Prozac Family.
Im deutschsprachigen Raum wurde Alessandra Mastronardi durch den im November 2010 in der ARD ausgestrahlten Zweiteiler Pius XII. bekannt, in dem sie die weibliche Hauptrolle der Jüdin Miriam neben dem Darsteller des Papstes James Cromwell spielte.
2023 verkörperte sie die weibliche Hauptrolle Franca Vacchi in der internationalen Serienadaption Eine Billion Dollar von Andreas Eschbachs Roman Eine Billion Dollar.
Am 8. Juli 2023 heiratete Alessandra den Zahnarzt Gianpaolo Sannino in der Kirche Santa Sofia in Anacapri (NA).

## Filmografie (Auswahl)
- 1999: Il manoscritto di Van Hecken
- 2001: Un medico in famiglia
- 2004: Cose che si dicono al buio
- 2005: Il veterinario
- 2005: Il grande Torino
- 2005: La bestia nel cuore
- 2007: Prova a volare
- 2008–2009: Romanzo criminale (Fernsehserie)
- 2006–2012: I Cesaroni (Fernsehserie)
- 2009: Non smettere di sognare
- 2010: Pius XII.
- 2011: Atelier Fontana – Le sorelle della moda (Fernsehfilm)
- 2012: To Rome with Love
- 2012: Titanic – Blood and Steel (Miniserie)
- 2013: AmeriQua
- 2013: The Fifth Wheel (L'ultima ruota del carro)
- 2014: Romeo and Juliet
- 2014: Amici come noi
- 2014: Ogni maledetto Natale
- 2015: Life
- 2016–2020: L'Allieva (Fernsehserie)
- 2017: Lost in Florence
- 2017: Master of None (Fernsehserie)
- 2017: Titanium White
- 2018–2019: Die Medici – Lorenzo der Prächtige (Medici: The Magnificent, Fernsehserie)
- 2018: Otzi and the Mystery of Time
- 2019: L'agenzia dei bugiardi
- 2020: About us
- 2020: Si muore solo da vivi
- 2021: La donna per me
- 2021: Carla (Fernsehfilm)
- 2022: Massive Talent (The Unbearable Weight of Massive Talent)
- 2022: Zwei wie Pech und Schwefel (Altrimenti ci arrabbiamo)
- 2022: Con chi viaggi
- 2023: Eine Billion Dollar (Fernsehserie)